# ミニー・ミノーソ
サトルニノ・オレステス・アルマス・ミノーソ・アーリエタ（Saturnino Orestes Armas Miñoso Arrieta, 1925年11月29日 - 2015年3月1日）は、キューバのハバナ州ハバナ出身の元プロ野球選手（外野手）。右投げ右打ち。
シカゴ・ホワイトソックス等4球団で活躍し、7つのポジションを守った。1940・1950・1960・1970・1980年代と5ディケードで試合に出場した。現役時代「Mr. White Sox」（ミスターホワイトソックス）と称された。

## 経歴
1945年からニグロリーグのニューヨーク・キューバンでプレー。1948年にクリーブランド・インディアンスと契約し、翌1949年に昇格した。この年は9試合に出場したのみで、翌1950年は再び傘下マイナーリーグで過ごす。再昇格した1951年の開幕直後の4月30日に、インディアンスからシカゴ・ホワイトソックスに移籍。このトレードは両球団の他にフィラデルフィア・アスレチックスの3球団が絡むトレードであった。ホワイトソックスに移籍した初戦は本拠地コミスキー・パークでのニューヨーク・ヤンキース戦であったが、三塁手として起用されたこの試合の第一打席で初球を本塁打。以後、外野手のレギュラーとして起用され、両球団合計で146試合に出場。アメリカンリーグ1位の31盗塁を記録し、打率.326、本塁打10、打点76と活躍。三塁打14もリーグ1位であった。新人王の投票ではギル・マクドゥガルド（ヤンキース）に2票差で敗れ2位となる。
以後も俊足、好打、そして好守備の外野手として活躍。アメリカンリーグ盗塁王は1951年に次いで1952年、1953年と計3回獲得。MLBオールスターゲームには通算7回選出された。死球も多く、通算192死球を記録。これは2012年シーズン終了時点でも歴代9位である。1951年から1961年までの間、1955年を除く10シーズンでリーグ1位を記録した。
1957年に創設されたゴールドグラブ賞を獲得。翌1958年にはインディアンスに移籍するが、1959年と、ホワイトソックスに復帰した1960年にも受賞した。
1962年にセントルイス・カージナルス移籍後は出場機会が減り、1963年には新球団ワシントン・セネタースに移籍。3たびホワイトソックスに復帰した1964年を最後に、38歳で一度は引退した。
その後数年メキシカンリーグでプレーし、1976年より3年間、古巣ホワイトソックスで一塁・三塁ベースコーチとして後進を指導していたが、コーチ就任した1976年、当時のオーナービル・ベックのアイディアで50歳で現役に復帰。3試合に指名打者として出場し、1安打を記録した。現在でも、安打の記録としてはメジャー史上4番目の年長記録である。さらに、1980年シーズン終盤2試合に代打で出場し、1890年代から1930年代にかけて出場したニック・アルトロック以来史上2人目の「5ディケイド・プレイヤー」となった。また、54歳での出場はサチェル・ペイジの59歳、前出アルトロックの57歳に次いで3番目の年長メジャーリーガーであった。ちなみに、ミノーソが最初にインディアンスと契約した際のオーナーがベックであった。
1983年5月8日に、ミノーソの背番号『9』はホワイトソックスの永久欠番に指定される。
1990年、この年限りで閉鎖される旧コミスキー・パークの最後の試合にホワイトソックスは64歳のミノーソを現役復帰させて史上最年長選手、そして史上初の「6ディケード・プレイヤー」にしようと画策したが、当時のMLBコミッショナーであった、フェイ・ヴィンセントが「単なる客寄せで、試合の尊厳を損なう。」として許可しなかった。試合には出場できなかったが、名誉キャプテンとしてベンチ入りし、試合前のメンバー交換に登場した。メジャーリーグでの「6ディケード」はならなかったが、独立リーグのセントポール・セインツでは1993年と2003年にそれぞれ試合に出場し、「7ディケードプレイヤー」となっている。
1994年にホワイトソックスの殿堂入り。2004年には現本拠地のUSセルラー・フィールドにミノーソの銅像が完成。2005年にホワイトソックスがワールドシリーズ優勝を果たした時にはシカゴ市内のパレードに参加している。なお自身は現役時代にワールドシリーズに出場したことはない。
2015年3月1日、友人とのパーティが終わった後の帰宅途中の自動車内で死去。89歳没。検視ではミノーソの死因は慢性閉塞性肺疾患がもとの肺動脈瘤破裂と診断された。現在もホワイトソックス永久欠番選手でもっとも長く生きた人物である。

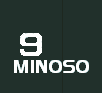
ミノーソのホワイトソックス在籍時の背番号「9」。
シカゴ・ホワイトソックスの永久欠番に1983年指定。

死後、ホワイトソックスファンであるバラク・オバマ大統領が声明を出し、「ミノーソ氏は野球殿堂入りこそ果たせなかったかもしれないが、私やこれまでの黒人とラテン系の若者にとって、彼が残した功績はどんな表彰楯よりも価値がある」と述べた。
2021年12月5日、ベテランズ委員会の選出により、アメリカ野球殿堂入りを果たした。

## 詳細情報

### 年度別打撃成績
| 年 度     | 球 団     | 試 合 | 打 席 | 打 数 | 得 点 | 安 打 | 二 塁 打 | 三 塁 打 | 本 塁 打 | 塁 打 | 打 点 | 盗 塁 | 盗 塁 死 | 犠 打 | 犠 飛 | 四 球 | 敬 遠 | 死 球 | 三 振 | 併 殺 打 | 打 率 | 出 塁 率 | 長 打 率 | O P S |
| --------- | --------- | ----- | ----- | ----- | ----- | ----- | -------- | -------- | -------- | ----- | ----- | ----- | -------- | ----- | ----- | ----- | ----- | ----- | ----- | -------- | ----- | -------- | -------- | ----- |
| 1949      | CLE       | 9     | 20    | 16    | 2     | 3     | 0        | 0        | 1        | 6     | 1     | 0     | 1        | 0     | --    | 2     | --    | 2     | 2     | 2        | .188  | .350     | .375     | .725  |
| 1951      | CLE       | 8     | 17    | 14    | 3     | 6     | 2        | 0        | 0        | 8     | 2     | 0     | 0        | 0     | --    | 1     | --    | 2     | 1     | 0        | .429  | .529     | .571     | 1.101 |
| 1951      | CWS       | 138   | 605   | 516   | 109   | 167   | 32       | 14       | 10       | 257   | 74    | 31    | 10       | 4     | --    | 71    | --    | 14    | 41    | 12       | .324  | .419     | .498     | .917  |
| '51計     | CWS       | 146   | 622   | 530   | 112   | 173   | 34       | 14       | 10       | 265   | 76    | 31    | 10       | 4     | --    | 72    | --    | 16    | 42    | 12       | .326  | .422     | .500     | .922  |
| 1952      | CWS       | 147   | 668   | 569   | 96    | 160   | 24       | 9        | 13       | 241   | 61    | 22    | 16       | 14    | --    | 71    | --    | 14    | 46    | 15       | .281  | .375     | .424     | .798  |
| 1953      | CWS       | 151   | 657   | 556   | 104   | 174   | 24       | 8        | 15       | 259   | 104   | 25    | 16       | 8     | --    | 74    | --    | 17    | 43    | 23       | .313  | .410     | .466     | .875  |
| 1954      | CWS       | 153   | 676   | 568   | 119   | 182   | 29       | 18       | 19       | 304   | 116   | 18    | 11       | 6     | 8     | 77    | --    | 16    | 46    | 20       | .320  | .411     | .535     | .946  |
| 1955      | CWS       | 139   | 614   | 517   | 79    | 149   | 26       | 7        | 10       | 219   | 70    | 19    | 8        | 8     | 4     | 76    | 3     | 10    | 43    | 18       | .288  | .387     | .424     | .811  |
| 1956      | CWS       | 151   | 665   | 545   | 106   | 172   | 29       | 11       | 21       | 286   | 88    | 12    | 6        | 4     | 7     | 86    | 4     | 23    | 40    | 10       | .316  | .425     | .525     | .950  |
| 1957      | CWS       | 153   | 678   | 568   | 96    | 176   | 36       | 5        | 12       | 258   | 103   | 18    | 15       | 1     | 9     | 79    | 5     | 21    | 54    | 19       | .310  | .408     | .454     | .862  |
| 1958      | CLE       | 149   | 638   | 556   | 94    | 168   | 25       | 2        | 24       | 269   | 80    | 14    | 14       | 6     | 2     | 59    | 3     | 15    | 53    | 13       | .302  | .383     | .484     | .867  |
| 1959      | CLE       | 148   | 650   | 570   | 92    | 172   | 32       | 0        | 21       | 267   | 92    | 8     | 10       | 6     | 3     | 54    | 2     | 17    | 46    | 11       | .302  | .377     | .468     | .846  |
| 1960      | CWS       | 154   | 670   | 591   | 89    | 184   | 32       | 4        | 20       | 284   | 105   | 17    | 13       | 5     | 9     | 52    | 2     | 13    | 63    | 16       | .311  | .374     | .481     | .855  |
| 1961      | CWS       | 152   | 635   | 540   | 91    | 151   | 28       | 3        | 14       | 227   | 82    | 9     | 4        | 0     | 12    | 67    | 2     | 16    | 46    | 11       | .280  | .369     | .420     | .789  |
| 1962      | STL       | 39    | 108   | 97    | 14    | 19    | 5        | 0        | 1        | 27    | 10    | 4     | 0        | 1     | 0     | 7     | 0     | 3     | 17    | 1        | .196  | .271     | .278     | .549  |
| 1963      | WS3       | 109   | 363   | 315   | 38    | 72    | 12       | 2        | 4        | 100   | 30    | 8     | 6        | 4     | 3     | 33    | 1     | 8     | 38    | 14       | .229  | .315     | .317     | .632  |
| 1964      | CWS       | 30    | 38    | 31    | 4     | 7     | 0        | 0        | 1        | 10    | 5     | 0     | 0        | 1     | 0     | 5     | 1     | 1     | 3     | 0        | .226  | .351     | .323     | .674  |
| 1976      | CWS       | 3     | 8     | 8     | 0     | 1     | 0        | 0        | 0        | 1     | 0     | 0     | 0        | 0     | 0     | 0     | 0     | 0     | 2     | 0        | .125  | .125     | .125     | .250  |
| 1980      | CWS       | 2     | 2     | 2     | 0     | 0     | 0        | 0        | 0        | 0     | 0     | 0     | 0        | 0     | 0     | 0     | 0     | 0     | 0     | 0        | .000  | .000     | .000     | .000  |
| MLB：17年 | MLB：17年 | 1835  | 7712  | 6579  | 1136  | 1963  | 336      | 83       | 195      | 3023  | 1023  | 205   | 130      | 68    | 57    | 814   | 23    | 192   | 584   | 185      | .298  | .389     | .459     | .848  |

- 各年度の太字はリーグ最高

### タイトル
- 盗塁王：3回 （1951年 - 1953年）

### 表彰
- ゴールドグラブ賞：3回 （1957年、1959年、1960年）
- MLBオールスターゲーム出場：7回（1951年 - 1954年、1957年、1959年、1960年）